# Чаша (присілок)
Ча́ша (рос. Чаша) — присілок у складі Вікуловського району Тюменської області, Росія.
Населення — 13 осіб (2010, 18 у 2002).
Національний склад станом на 2002 рік:
- росіяни — 56 %
- казахи — 44 %